# يوفال نئمان
يوفال نئمان (بالعبرية : יובל נאמן، ولد في 14 مايو 1925 وتوفي في 26 أبريل 2006) كان فيزيائي اسرائيلي نظري وعالم عسكري وسياسي وكان وزير في الحكومة الإسرائيلية في الثمانينات وأوائل التسعينات.
كان رئيس جامعة تل أبيب من 1971 إلى 1977. حصل على جائزة إسرائيل في مجال العلوم الدقيقة (التي أعادها عام 1992 احتجاجًا على منح جائزة إسرائيل لإميل حبيبي)، وجائزة ألبرت أينشتاين، وميدالية ويغنر، وجائزة إيميت للفنون والعلوم والعلوم والثقافة.

## حياته
ولد يوفال نئمان في تل أبيب  في فترة الانتداب البريطاني على فلسطين، وتخرج من المدرسة الثانوية في سن الخامسة عشر، ودرس الهندسة الميكانيكية في التخنيون.
وفي سن الخامسة عشرة، انضم نئمان ميليشيات منظمة الهاجاناه المسلحة. وخلال الحرب العربية الإسرائيلية عام 1948، خدم نئمان في الجيش الإسرائيلي كنائب لقائد كتيبة، ثم كضابط عمليات في تل أبيب، وقائدا للواء غيفعاتي.
وفي وقت لاحق (1952-1954) شغل منصب نائب قائد قسم العمليات في هيئة الأركان العامة، وقائد دائرة التخطيط في الجيش الإسرائيلي. ومن خلال هذا المنصب، ساعد في تنظيم الجيش الإسرائيلي إلى جيش ذي أساس احتياطي، وطور نظام التعبئة، وكتب المسودة الأولى لعقيدة الدفاع الإسرائيلية.
وبين عامي 1958 و1960 عمل نئمان ملحقًا عسكريا للجيش الإسرائيلي في بريطانيا العظمى، حيث بدأ دراساته للحصول على درجة الدكتوراه في الفيزياء إمبريال كوليدج لندن، تحت إشراف محمد عبد السلام الحائز على جائزة نوبل في الفيزياء عام 1979. في عام 1961 سُرح من الجيش برتبة عقيد.
في عام 1981، أصبح نئمان عضوًا مؤسسًا للمجلس الثقافي العالمي.  وبين عامي 1998 و 2002 كان رئيسًا لنقابة المهندسين الإسرائيليين  

## روابط خارجية
- يوفال نئمان على الموقع الإلكتروني للكنيست
- Jerusalem Post obituary
- Yuval Ne'eman's papers in the INSPIRE-HEP database
- Jewish Physicists list